# Ceratinella marcui
Ceratinella marcui là một loài nhện trong họ Linyphiidae.
Loài này thuộc chi Ceratinella. Ceratinella marcui được Rosca miêu tả năm 1932.